# كهف بويدن
كهف بويدن (بالإنجليزية: Boyden Cave)‏؛ هو كهف يقع في مقاطعة فريسنو في الولايات المتحدة.

## السياحة
يعد «كهف بويدن» أحد مواقع الجذب السياحي في مقاطعة فريسنو في ولاية كاليفورنيا الأمريكية.